# (412) Elisabetha
(412) Elisabetha es un asteroide perteneciente al cinturón de asteroides descubierto el 7 de enero de 1896 por Maximilian Franz Wolf desde el observatorio de Heidelberg-Königstuhl, Alemania.
Está posiblemente nombrado en honor de Elise Wolf (1840-1924), madre del descubridor.